# Kodja Ns
Kodja Ns est un village du Cameroun situé dans le département du Haut-Nyong de la région de l'Est, précisément au niveau de l'arrondissement (commune) de Bebend.

## Population
En 2005, le village comptait 171 habitants dont 75 sont des hommes et 96 des femmes.